# Ctenus yaeyamensis
Ctenus yaeyamensis ist eine Spinne aus der Familie der Kammspinnen (Ctenidae). Sie ist auf Taiwan und in Japan verbreitet und somit auch einer der wenigen Vertreter ihrer Gattung und ihrer Familie, die nicht auf dem amerikanischen Doppelkontinent vorkommen. Über die Biologie einschließlich dem Lebenszyklus der wenig erforschten Art ist nichts bekannt.

## Merkmale der Typusexemplare

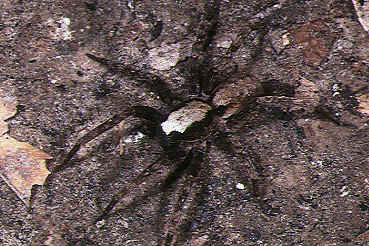
Männchen

Der weibliche Allotyp (Paratyp eines anderen Geschlechts, der für die Erstbeschreibung parallel zum Holotypen, bzw. dem Exemplar für die Erstbeschreibung verwendet wurde) erreicht eine Körperlänge von 12,73, der männliche Holotyp eine von 10,95 Millimetern. Dabei belaufen sich beim weiblichen Holotypen 5,89 Millimeter auf das Prosoma (Vorderkörper), das überdies 4,74 Millimeter in die Breite geht und einen Clypeus (Abschnitt zwischen dem vorderen Augenpaar und dem Rand des Carapax, bzw. Rückenschild des Prosomas) von 0,18 Millimetern Höhe aufweist.
Die verbliebenen 6,84 Millimeter Länge werden vom Opisthosoma (Hinterleib) eingenommen, dessen Breite 4,11 Millimeter beträgt. Beim männlichen Holotyp beträgt die Länge des Prosomas 6,11 und die Breite 4,84 Millimeter. Die Höhe des Cypleus ist mit der des Weibchens identisch. Das Opisthosoma weist hier eine Länge von 5,26 und eine Breite von 3,58 Millimetern auf. Der grundsätzliche Körperbau der Art entspricht dem anderer der Gattung Ctenus, was auch auf die Augenstellung zutrifft (zwei übereinander angegliederte Augenreihen, die je vier Augen umfassen).
Der Carapax (Rückenschild des Prosomas) besitzt eine Längsmittelfurche. Die Cheliceren (Kieferklauen) und die Maxillen (Mundwerkzeuge) haben eine Scopula (Extremitätenbehaarung). Die Cheliceren verfügen außerdem auf promarginaler (nach außen gelegener) Seite drei und auf retromarginaler (nach innen gelegener) Seite vier Zähne. Das Labium (Lippe) ist länger als breit. Die Beinformel (Länge der von groß nach klein herabsteigenden Paare) lautet 4-1-2-3.

### Beschreibung der Typusexemplare
Für die Beschreibung von Ctenus yaeyamensis wurden sowohl ein männliches, als auch ein weibliches Typusexemplar verwendet, wobei es sich bei dem männlichen Individuum um einen Holotypen und bei dem weiblichen um einen sog. Allotypen handelt.

#### Männlicher Holotyp
Der Carapax ist beim männlichen Holotypen braun gefärbt und verfügt über ein gelbes Medianband, das mit weißen chitinisierten Setae (Haaren) versehen ist. Diese Bedeckung ist besonders im Bereich der Augen ausgeprägt. Die Fovea (Apodem) ist hier dünn. Die Cheliceren (Kieferklauen), das Sternum (Brustplatte des Prosomas), die Maxillen (Werkzeuge zur Nahrungsaufnahme) und das Labium (Lippe) besitzen eine dunkelbraune Färbung. Beim männlichen Holotypen sind die unteren Mittelaugen 0,26 und die unteren Seitenaugen 0,18 Millimeter groß. Die oberen Mittel- und Seitenaugen besitzen einen Durchmesser von 0,34 Millimetern. Der Abstand der unteren Mittelaugen zueinander beträgt beim männlichen Holotypen 0,13 Millimeter, während der der unteren Mittel- und Seitenaugen 0,34 Millimeter beträgt. Zwischen den oberen Mittelaugen beläuft sich ein Abstand von 0,18 und zwischen den oberen Mittel- und Seitenaugen einer von 0,32 Millimetern. Die unteren Seitenaugen und die oberen Mittelaugen sind 0,24 und die oberen und die unteren Seitenaugen 0,21 Millimeter auseinander. Im Bereich der Augen befindet sich eine mediane Fläche, die oben eine Breite von 0,61 und unten eine von 0,82 sowie eine Länge von 0,71 aufweist.
Die Beine sind braun gefärbt und haben keine Musterung, wobei das erste und das zweite Beinpaar etwas heller gefärbt ist als die beiden hinteren. Das dritte Beinpaar hat anders als die anderen keine ventralen (seitlichen) Buckel an den Femora (Schenkeln), den Tibien (Schienen) und den Metatarsen (Fersenglieder der Tarsen, bzw. Fußglieder), dafür sind die Femora dieses Beinpaares mit stärkeren chitinisierten Setae (Haare) als alle anderen Beine ausgestattet. Die ersten beiden Beinpaare sind bestachelt und die Formation ist bei beiden Paaren abgesehen von den Femora identisch. Dort sind es beim ersten Beinpaar dorsal (rückseits gelegen) und prolateral (von vorne betrachtet) drei und retrolateral (von oben betrachtet) vier Stacheln sind, während die Femora des dritten Beinpaares auf der Dorsalseite drei und auf der Pro- sowie der Retrolateralseite je vier Stacheln besitzen. Bei den Patellae (Glieder zwischen den Femora und den Tibien) sind es ein prolateraler und ein retrolateraler Stachel, während die Tibien (Beinschienen) drei dorsale, einen prolateralen, zwei retrolaterale, acht (je vier in einer Reihe) ventrale und zwei apikale (an der Spitze gelegene) Stacheln aufweisen. Die Metatarsen (Fersenglieder der Tarsen, bzw. Fußglieder) besitzen zwei pro- und retrolaterale Stacheln und vier (je in zwei Reihen angegliederte) ventrale und vier apikale Stacheln.
| Beinpaar | Femur | Patella | Tibia | Metatarsus | Tarsus | Gesamtlänge |
| 1        | 4,74  | 2,32    | 4,53  | 4,21       | 1,79   | 17,59       |
| 2        | 4,53  | 2       | 3,79  | 3,79       | 1,58   | 15,69       |
| 3        | 3,79  | 1,89    | 2,95  | 3,37       | 1,16   | 13,16       |
| 4        | 5,05  | 2,11    | 4,42  | 5,68       | 1,79   | 19,05       |

Das Opisthosoma ist dorsal gelblich gefärbt und hat zwei schwarzen Flecken in lateral-anteriorer (vorhergehender) Richtung. Hingegen ist die Ventralseite des Opisthosomas schwarz gefärbt und mit kleinen braunen Flecken versehen. Die vorderen Spinnwarzen erscheinen schwarz und die hinteren gelb.

#### Weiblicher Allotyp
Der weibliche Allotyp ähnelt sehr dem männlichen Holotypen. Hier ist der Carapax dunkelbraun gefärbt, wobei die Färbung im Kopfbereich heller ausfällt. Die vorderen Mittelaugen haben hier eine Größe von 0,29 Millimetern, während die vorderen Seitenaugen einen Durchmesser von 0,24 Millimetern aufweisen. Bei den unteren Mittel- und Seitenaugen beträgt der Durchmesser 0,37 Millimeter. Die Abstände für jeweiligen Augenpaare zueinander lauten: 0,21 (untere Mittel- und Seitenaugen), /0,21 (obere Mittel- und Seitenaugen), 0,47 (obere Seiten- und untere Mittelaugen) und 0,21 (obere und untere Seitenaugen) Millimeter. Die mediane Augenfläche hat hier unten eine Breite von 0,74 und oben eine von 0,95 sowie eine Höhe von 0,74 Millimetern. Im hinteren Bereich der Augenregion sind weiße Setae. Das Sternum, die Maxillen und das Labium sind hier braun gefärbt und die Cheliceren haben eine dunkelbraune Färbung, während die eigentliche Fangklaue schwärzlich erscheint.
Die Beine des weiblichen Allotyps sind braun gefärbt und besitzen keine Zeichenelemente, die Färbung Meta- und Tarsen fällt dunkler aus. Die Tibien der ersten beiden Beinpaare sind beim Weibchen mit fünf ventral angelegten Stachelpaaren versehen. Anders, als beim männlichen Holotypen, sind beim weiblichen Allotypen auch die beiden hinteren Beinpaare bestachelt, so befinden sich auf dessen Tibien drei ventrale Stachelpaare. Gleiches trifft auch auf die Metatarsen der drei vorderen Beinpaare zu, während deren Anzahl bei den Metatarsi des vierten Beinpaares vier beträgt. Wie beim männlichen Holotypen besitzen die Tarsalklauen auch hier über Büschel.
| Beinpaar | Femur | Patella | Tibia | Metatarsus | Tarsus | Gesamtlänge |
| 1        | 3,89  | 2,21    | 3,37  | 2,95       | 1,16   | 13,58       |
| 2        | 3,89  | 2,11    | 3,16  | 3,05       | 1,05   | 13,26       |
| 3        | 3,47  | 2       | 2,63  | 3,05       | 1,16   | 12,21       |
| 4        | 4,74  | 2,11    | 3,79  | 4,42       | 1,68   | 16,74       |

Das Opisthosoma des weiblichen Allotypen ist gelblichbraun gefärbt dorsal mit dunklen Flecken gezeichnet. Außerdem wird dieser Körperabschnitt mit einer dichten Ansammlung brauner Setae bedeckt. Bei einigen gefundenen Weibchen kann die Färbung im Gesamten auch dunkler ausfallen.

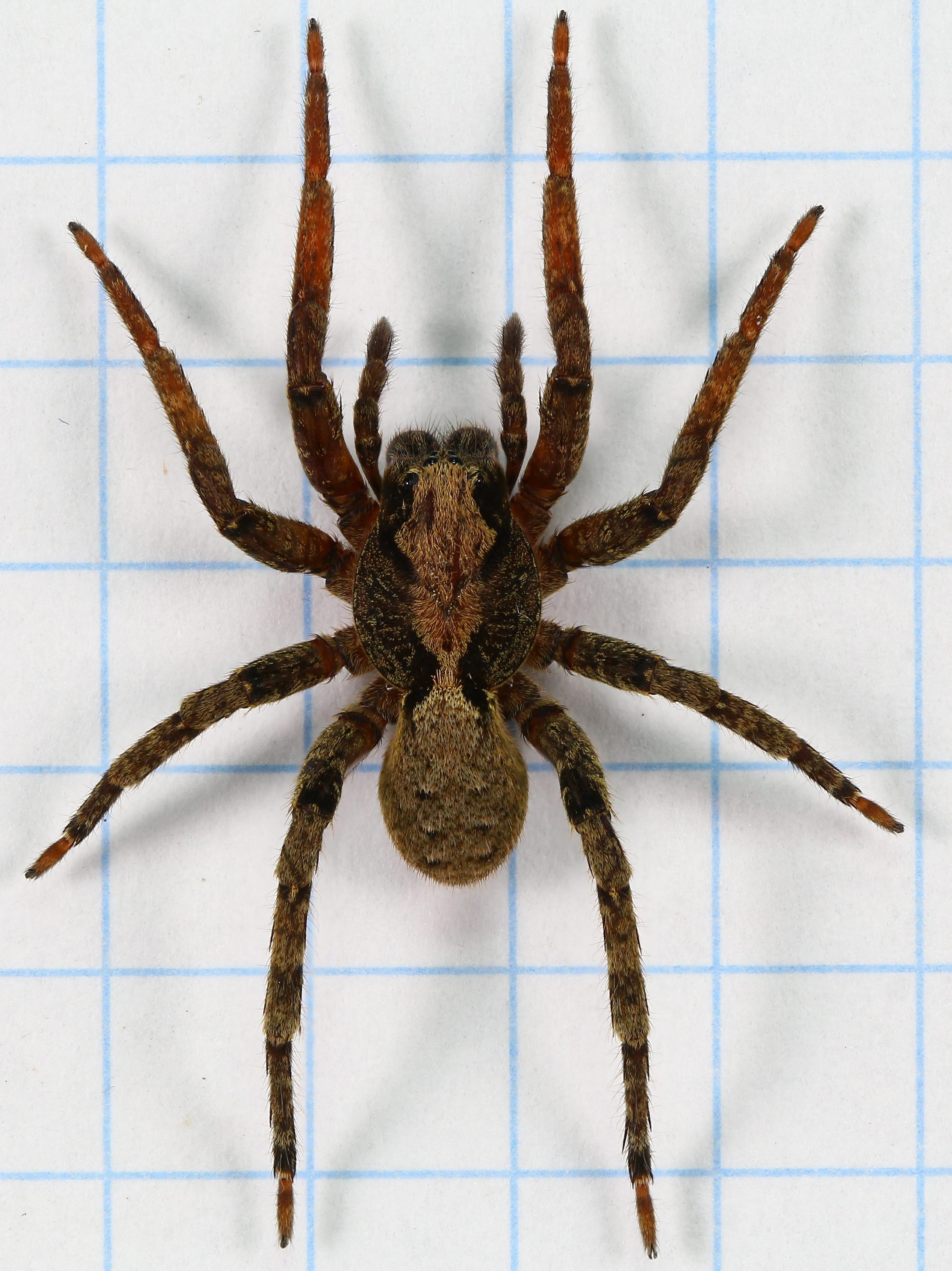
Weibchen – dorsal
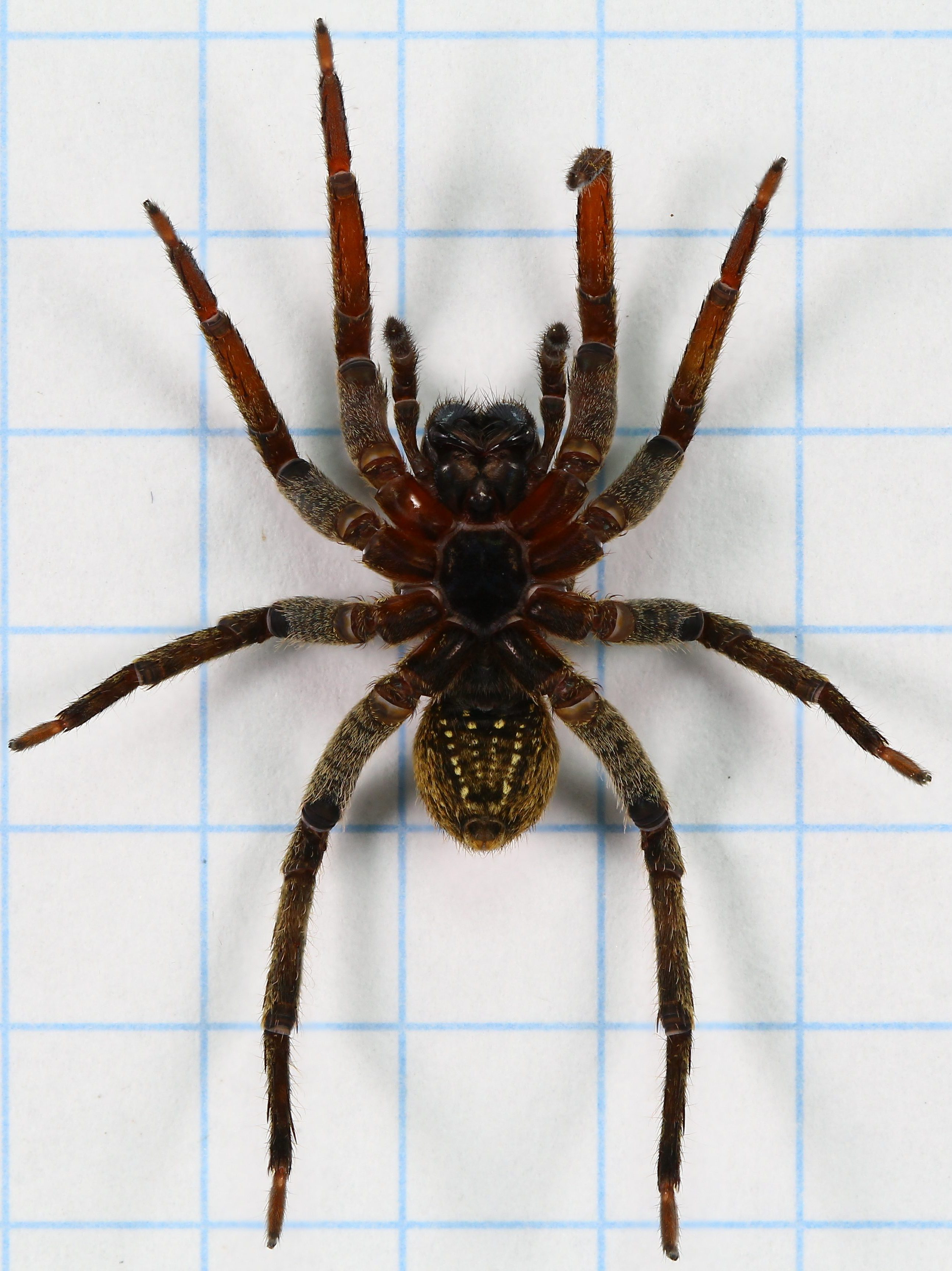
Weibchen – ventral

### Genitalmorphologische Merkmale
Die Patellae der Bulbi (männliche Geschlechtsorgane) von Ctenus yaeyamensis sind fast so lang wie Tibien der gleichen Extremität. Ein einzelner Bulbus der Art verfügt über eine retrolaterale Tibiaapophyse (chitinisierter Fortsatz), die dorsal fast an die Tibia, deren Breite nicht der Länge der Abophyse selber entspricht, heranreicht. Das Cymbium (erstes Sklerit des Bulbus) mit basalem und lamellenförmigen Überwuchs. Am Tegulum (zweites Sklerit des Bulbus) befindet sich eine weitere mehr oder weniger trapezförmige Apophyse. Der Leiter des Bulbus ist gerundet, lamellaenartig geformt und schwach sklerotisiert. Der Embolus (letztes Sklerit des Bulbus) ist kräftig gebaut und besitzt eine große membranöse Ausdehnung. Seine Basis weist entsprechend der Ausgrabung im Subtegulum einen basalen Fortsatz auf, der die Spitze des gesamten Komplexes des Embolus bildet.
Die Epigyne (weibliches Geschlechtsorgan) verfügen über einen gut entwickelten Ansatz, der etwa dreimal so dünn ist, wie die Epigynalplatte selber. Die Platte ist 1,7 mal so breit wie hoch und ihre lateralen Seitenränder sind abgerundet geformt. Die epigynalen Zähne sind lang. Ihre Länge entspricht beinahe der Höhe der Platte selber. Die Kopulationskanäle der Epigyne sind eher kurz und die Spermatheken (Samentaschen) eiförmig. Ihr Abstand zueinander beträgt die eigene Länge.

### Ähnliche Arten
Eine Ctenus yaeyamensis sehr ähnliche Art innerhalb der gleichen Gattung ist der in Sri Lanka endemische Vertreter Ctenus thorelli. Beide Arten lassen sich abgesehen von der Größe und dem Aufbau der Epigynen insbesondere anhand der Aufbau der Bulbi unterscheiden. Ein Cymbium eines Bulbus von C. thorelli durch den Verlauf des Paracymbiums (Anhang des Cymbiums) und durch die größere teguläre Apophyse. Eine weitere ähnliche Art aus der Gattung Ctenus ist C. philippinensis, die nahe der philippinischen Hauptstadt Manila vorkommt. Diese ist aber kleiner als C. yaeyamensis und ihre Epigyne besitzt keine zentrale Projektion.
Entfernter bestehen auch Ähnlichkeiten mit der ebenfalls zur Familie der Kammspinnen (Ctenidae) zählenden Art Anahita fauna, die das gleiche Verbreitungsgebiet wie C. yaeyamensis besitzt. Alle Arten der Gattung Ctenus mitsamt C. yaeyamensis unterscheiden sich von denen der Gattung Anahita allerdings durch die retromarginalen Reihen aus vier oder fünf Zähnen an den Klauen der Cheliceren sowie durch ein längeres als breiteres Labium.

## Vorkommen
Ctenus yaeyamensis bewohnt u. a. die zu Japan zählenden Inseln Ishigaki-jima und Iriomote, die zu den Yaeyama-Inseln in der Präfektur Okinawa gehören. Außerdem kommt die Art auf Taipan im Landkreis Nantou der taiwanesischen Republik China sowie nahe dessen Hauptstadt Taipeh vor.
Da Ctenus yaeyamensis von der IUCN nicht erfasst wird, liegen keine Informationen über die Bestandssituation der Art vor.

## Systematik
Ctenus yaeyamensis wurde 1998 von Hajime Yoshida erstbeschrieben. Der Artname yaeyamensis deutet auf die Yaeyama-Inseln, auf denen die Art verbreitet ist. Der männliche Holotyp und der weibliche Paratyp stammen aus dem Landkreis Nantou der Republik China von Taiwan.